# دوري ناميبيا الممتاز 2014–15
دوري ناميبيا الممتاز 2014–15 (بالإنجليزية: 2014–15 Namibia Premier League)‏ هو موسم من دوري ناميبيا الممتاز. أشرف على تنظيمه اتحاد ناميبيا لكرة القدم، وكان عدد الأندية المشاركة فيه 16، وفاز فيه نادي أفريكان ستارز الناميبي.